# Kishu mikan

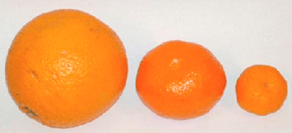
Một quả cam ngọt (lớn nhất), một quả cam mikan (ở giữa) và một mishu kishu (nhỏ nhất)

Kishu mikan (Citrus kinokuni ex Tanaka) là một giống lai của cam Nhật, hay cam quýt (Citrus reticulata), được tìm thấy ở miền Nam Trung Quốc và cũng được trồng ở Nhật Bản. Nó không liên quan chặt chẽ với cam thường, nhưng nó liên quan chặt chẽ với cam quýt.
Trái cây còn được gọi là Baby Mandarin, Tiny Tangerine, Mini Mandarin và Kishu Mandarin. Nó được bán dưới tên thương hiệu "Cherry cam" ở châu Âu. Nó có hình dạng như một quả quýt, từ 25 đến 50   đường kính mm. Vỏ cam của trái cây mỏng và mịn.
Một số giống kishu, như mukakukishu, không hạt. Các loài được sử dụng trong việc tạo ra cây có múi lai không hạt. Giống lớn nhất là hirakishu.

## Lịch sử

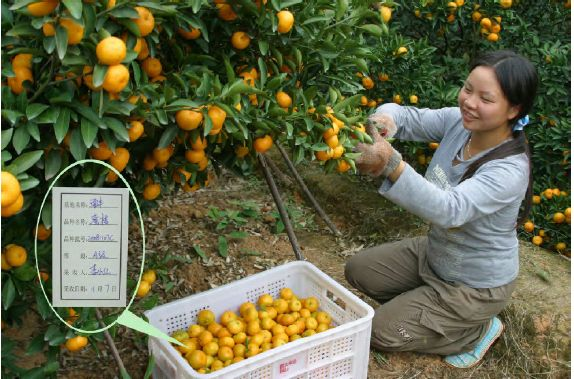
Thu hoạch của mukaku-kishu mikan.

Trái cây được cho là đã phát sinh từ miền Nam Trung Quốc, nơi tên của nó đã được ghi lại trong hồ sơ của Jianchang trong thời nhà Minh, và sự phát triển nông nghiệp của nó đang lan rộng ở tỉnh Giang Tây. Cam satsuma được trồng từ cam anh đào khoảng 700 năm trước.  nghiên cứu di truyền đã tìm thấy nó có liên quan chặt chẽ với quýt Huanglingmiao, cùng bưởi (Citrus maxima) ghép gen, chỉ ra rằng hai loài đấy tách ra so với cùng tổ tiên thuần hóa lai ngược. Theo hệ thống phân loại cam quýt của Tanaka, nó là một loài riêng biệt, Citrus kinokuni, trong khi hệ thống Swingle lại nhóm nó với các loài quýt thuần chủng và lai khác như một loài duy nhất, Citrus reticulata. 

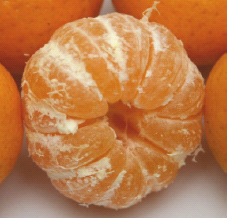
Kishu mikan

Chính phủ Trung Quốc gần đây đã xếp loại trái cây này là một trong những loại trái cây tốt nhất ở Trung Quốc. 
Giống được phát triển để sản xuất thương mại bắt đầu từ năm 1983 tại Trung tâm nghiên cứu cây có múi của Đại học California và trái cây hiện có bán trên thị trường tại các chợ đặc sản trên khắp California.
Trái cây đã có sẵn ở châu Âu vào năm 2006. Nó bắt đầu được trồng rộng rãi ở Hoa Kỳ vào khoảng năm 2010 

## Nếm thử
Trái cây có vị ngọt và giống như các loại quả quýt khác, chứa nhiều vitamin C. Trái cây được bọc trong một lớp da mỏng (0,11   cm) và có 7-19 múi. Một giống là không hạt; những quả khác có hạt giống.

## Canh tác
Cây nở hoa vào tháng Tư. Quả chỉ phát triển với kích thước 25   mm và được thu hoạch vào tháng 11. Mỗi cây tạo ra khoảng 40 kg trái cây mỗi năm. Trái cây phải được xử lý cẩn thận để tránh làm hỏng da.